# Almina
Almina era una ciutat dels kashka que abans havia estat hitita, situada a la banda nord-est d'Anatòlia.
Els kahskes presumien de que els hitites mai no podrien recuperar-la, perquè tota la comarca estava dominada per les tribus més ferotges. Però el rei Subiluliuma I hi va entrar cap a l'any 1330 aC, va derrotar els kahskes i va fortificar Almina. Va establir una guarnició hitita pel territori, situant-se ell mateix a l'anomenada muntanya Kuntiya. A la regió del riu Sariya va col·locar a Himiuli, que abans exercia un alt càrrec a la cort (era cap de vins), i a Hannutti, cap dels carros de combat, el va situar a la ciutat de Parparra. Els hitites no militars van obrir establiments a les ciutats dels kashka que no estaven fortificades i van tornar a instal·lar-se a les seves ciutats emmurallades. Es va reforçar la fortificació inicial d'Almina.